# 온양신정초등학교
온양신정초등학교는 대한민국 충청남도 아산시에 있는 공립 초등학교이다.

## 학교 연혁
- 2007. 3. 1 개교 초등학급 12학급 편성
- 2007. 3. 1 초대교장 이영구 부임
- 2007. 3. 2 제1회 입학식(87명)
- 2007. 5. 14 개교기념식
- 2008. 2. 15 제1회 졸업식(졸업생 12명, 총 졸업생 12명)
- 2008. 3. 1 초등학급 14학급 편성(2학급 증설)
- 2008. 3. 3 제2회 입학식(78명)
- 2008.3.2-2009.2.28 충청남도교육청지정 방과후학교 시범학교 운영
- 2008. 9. 25 충청남도교육청지정 방과후학교 우수 기관 표창
- 2008. 12. 2 충청남도교육청지정 정보교육 우수 기관 표창
- 2009. 2. 13 제2회 졸업식(졸업생 72명, 총 졸업생 84명)
- 2009. 3. 1 2대 교장 이정호 부임
- 2009. 3. 2 제3회 입학식 74명
- 2009. 3. 2 초등학급 17학급(특수학급 1학급)
- 2009. 3. 2-2010. 2. 28 충청남도교육청지정 미술교육 시범학교 운영
- 2010. 2. 11 제3회 졸업식(졸업생 : 78명, 총 졸업생 162명)
- 2010. 6. 7 특색있는 학교교육과정 충청남도교육감 표창
- 2011. 5. 9 매력있는 학교교육과정 충청남도교육감 표창
- 2011. 10. 17 100대 교육과정 최우수 충청남도교육감 표창
- 2011. 12. 31 전국 100대 교육과정 우수학교 교육과학기술부장관 표창
- 2012. 2. 21 전국 100대 「학교문화 우수학교」 교육과학기술부장관 표창
- 2012. 7. 31 학교폭력 예방 우수학교 교육과학기술부장관 표창
- 2013. 12. 17 학교보건관리 우수학교 표창 충청남도부교육감
- 2013. 12. 30 학교폭력 힐링 학생 봉사동아리운영 표창
- 2013.3.4 - 2014.2.28 충청남도교육청 지정 융합인재육성 연구학교
- 2014. 2. 14 제7회 졸업식(졸업생 81명, 총 졸업생 474명)
- 2014. 3. 3 제8회 입학식 89명
- 2014 청렴 인증평가 1등급 학교
- 2014 충남 100대 교육과정 우수 학교
- 2015. 2. 13 제8회 졸업식(졸업생 80명, 총 졸업생 554명)
- 2015. 2. 16 온양신정초등학교병설유치원 제8회 졸업식 및 수료식(65명)
- 2015. 3. 2 온양신정초등학교병설유치원 제9회 입학식(68명)
- 2015. 3. 2 제9회 입학식 58명

## 참고 자료
- 온양신정초등학교 - 한국교육학술정보원 학교알리미